# اللمعيون
اللمعيون أو أبو اللمع هي أسرة عربية تنوخية الأصل حكمت منطقة المتن في لبنان خلال القرنين السابع عشر والثامن عشر. كان اللمعيون دروزاً ثم اعتنقوا المسيحية على المذهب الماروني.
أطلق عليهم لقب الإمارة الأمير حيدر شهاب بعد مناصرتهم له في معركة عين دارة عام 1711م التي حصلت بين القيسية واليمانية.
بنى اللمعيون العديد من القصور والأبنية التي لا تزال موجودة لحد الآن في منطقة المتن وفي جبل لبنان.
من الشخصيات التي تنتسب إلى الأسرة اللمعية:
- حسين قدبيه, أول من نال لقب أمير من أسرة اللمعيين.
- حيدر إسماعيل, قائمقام النصارى زمن عمر باشا النمساوي في القرن التاسع عشر.
- يوسف شديد, أديب وصحافي لبناني توفي عام 1943م.
- نجلا شديد, أديبة لبنانية شقيقة يوسف شديد.